# Schwalmstadt
Schwalmstadt è un comune tedesco di 18 488 abitanti nel circondario di Schwalm-Eder, land dell'Assia. È stato istituito nel 1970 dalla fusione dei comuni di Treysa and Ziegenhain.

## Curiosità
A Schwalmstadt è ambientata la fiaba di Cappuccetto Rosso.